# Steve McWhorter
Pour les articles homonymes, voir Steve.
Steve McWhorter, né le 13 juin 1992 à Racine, Wisconsin, est un joueur américain de basket-ball. Il évolue au poste de meneur.

## Biographie

### Carrière universitaire
Il passe ses deux premières années universitaires à l'Indiana State University où il joue pour les Sycamores entre 2010 et 2012.
Puis, il part à l'université du Wisconsin à Milwaukee où il joue pour les Panthers (en) entre 2013 et 2015.

### Carrière professionnelle
Le 25 juin 2015, lors de la draft 2015 de la NBA, automatiquement éligible, il n'est pas sélectionné.
Le 10 août 2015, il signe son premier contrat professionnel aux Pays-Bas à Landstede Zwolle (en).
Le 5 août 2016, il signe en France et signe à Poitiers qui évolue en deuxième division en 2016-2017.

## Statistiques

### Universitaires
| Saison    | Équipe         | Matchs | Titul. | Min./m | % Tir | % 3pts | % LF | Rbds/m. | Pass/m. | Int/m. | Ctr/m. | Pts/m. |
| --------- | -------------- | ------ | ------ | ------ | ----- | ------ | ---- | ------- | ------- | ------ | ------ | ------ |
| 2010-2011 | Indiana State  | 34     | 9      | 15,2   | 47,4  | 41,5   | 62,5 | 1,35    | 1,32    | 0,74   | 0,06   | 3,12   |
| 2011-2012 | Indiana State  | 33     | 15     | 24,7   | 39,1  | 26,5   | 58,1 | 1,64    | 1,64    | 0,64   | 0,09   | 3,97   |
| 2013-2014 | Milwaukee (en) | 35     | 35     | 34,1   | 37,9  | 31,1   | 66,7 | 4,11    | 4,00    | 1,46   | 0,46   | 7,83   |
| 2014-2015 | Milwaukee      | 30     | 30     | 35,0   | 45,4  | 33,9   | 74,8 | 4,73    | 4,57    | 1,63   | 0,47   | 14,20  |
| Total     |                | 132    | 89     | 27,1   | 42,2  | 33,2   | 69,0 | 2,92    | 2,85    | 1,11   | 0,27   | 7,10   |

### Professionnelles
| Saison    | Équipe                      | Matchs | Titul. | Min./m | % Tir | % 3pts | % LF | Rbds/m. | Pass/m. | Int/m. | Ctr/m. | Pts/m. |
| --------- | --------------------------- | ------ | ------ | ------ | ----- | ------ | ---- | ------- | ------- | ------ | ------ | ------ |
| 2015-2016 | Landstede Zwolle (en) (DBL) | 37     | 36     | 33,2   | 40,4  | 33,5   | 60,8 | 4,00    | 3,19    | 2,24   | 0,27   | 14,14  |